# Tunnel de l'Almannaskarð
Le tunnel de l'Almannaskarð, en islandais Almannaskarðsgöng, est un tunnel d'Islande de 1 308 mètres de longueur sur la route 1, près de Höfn, dans l'Austurland au sud-est du pays. Il permet de franchir l'Almannaskarð, un col de la municipalité de Hornafjörður.

## Caractéristiques
Il parcourt 1 146 mètres dans la roche puis 162 mètres sous une structure en béton, portant sa longueur totale à 1 308 mètres (bien que la signalisation l'arrondisse à 1300). Son entrée sud se situe à 39 mètres d'altitude et son entrée nord est à 82 mètres, ce qui donne une inclinaison moyenne de 4,6 %.

## Histoire
Avant sa construction, la route devait être fermée pendant l'hiver à cause de la neige, bloquant ainsi le trafic vers et depuis l'est de l'Islande. Le tunnel a donc été mis en chantier en mars 2004, terminé en octobre 2004 et officiellement ouvert le 24 juin 2005.

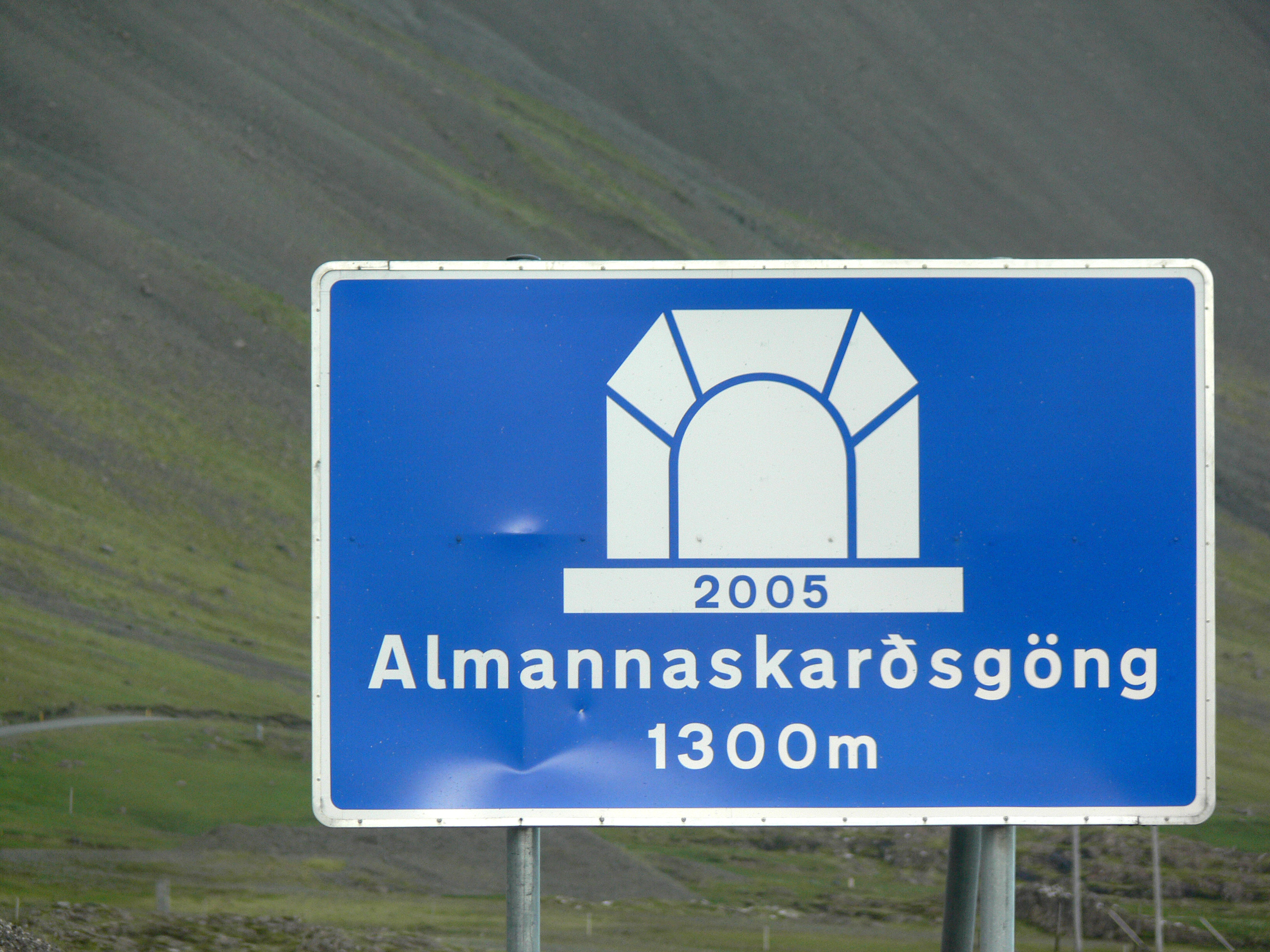
Panneau routier annonçant le tunnel de l'Almannaskarð.